# Kitsap County
Kitsap County je okres ve státě Washington ve Spojených státech amerických. K roku 2010 zde žilo 251 133 obyvatel. Správním městem okresu je Port Orchard. Celková rozloha okresu činí 1 466 km².